# Cryptoplax mystica
Cryptoplax mystica — вид панцирних молюсків родини Cryptoplacidae.
 Вид поширений серед коралових рифів на південному заході Тихого океану біля узбережжя австралійського штату Новий Південний Уельс.